# Hóquei sobre a grama nos Jogos Olímpicos de Verão de 2020 - Qualificação feminina
Este artigo detalha a fase de qualificação feminina do hóquei sobre a grama nos Jogos Olímpicos de Verão de 2020. (As Olimpíadas foram adiadas para 2021 devido à pandemia de COVID-19). Doze equipes receberam vagas para o torneio: o país-sede, as cinco campeãs continentais e as seis equipes dos torneios de qualificação olímpica mundiais, respectivamente. Como o Japão, país-sede dos Jogos, foi o campeão asiático, sua vaga foi realocada para um dos torneios de qualificação mundiais.

## Linha do tempo
| Evento(s)                                                  | Datas                                 | Local        | Vagas | Qualificado(s)                                                          |
| ---------------------------------------------------------- | ------------------------------------- | ------------ | ----- | ----------------------------------------------------------------------- |
| País-sede                                                  | 7 de setembro 2013                    | Buenos Aires | 1     | Japão                                                                   |
| Jogos Asiáticos de 2018                                    | 19 de agosto a 1 de setembro de 2018  | Jacarta      | –     | –A                                                                      |
| Jogos Pan-Americanos de 2019                               | 29 de julho a 9 de agosto de 2019     | Lima         | 1     | Argentina                                                               |
| Qualificatório Olímpico Africano de 2019                   | 12 a 18 de agosto de 2019             | Stellenbosch | 1     | África do Sul                                                           |
| EuroHockey Feminino de 2019                                | 17 a 25 de agosto de 2019             | Antuérpia    | 1     | Países Baixos                                                           |
| Copa da Oceania de 2019                                    | 5 a 8 de setembro de 2019             | Rockhampton  | 1     | Nova Zelândia                                                           |
| Torneios Femininos de Qualificação Olímpica da FIH de 2019 | 25 de outubro a 3 de novembro de 2019 | Vários       | 7     | Alemanha · Austrália · China · Espanha · Grã-Bretanha · Índia · Irlanda |
| Total                                                      | Total                                 | Total        | 12    |                                                                         |

↑A  – O Japão qualificou tanto como país-sede quanto como campeão continental, portanto sua vaga continental foi somada aos Torneios de Qualificação da FIH em vez de ser transferida para o vice-campeão do torneio.

## Jogos Asiáticos de 2018
O campeão do hóquei sobre a grama masculino nos Jogos Asiáticos estará qualificado para os Jogos Olímpicos de 2020. Se o Japão for o vencedor, a vaga será somada aos eventos de qualificação, em vez de ser transferida ao vice-campeão.

### Qualificação
| Evento                                                      | Datas                                 | Local   | Vagas | Qualificado(s)                                       |
| ----------------------------------------------------------- | ------------------------------------- | ------- | ----- | ---------------------------------------------------- |
| País-sede                                                   | 19 de setembro de 2014                | Incheon | 1     | Indonésia                                            |
| Qualificação automática através dos Jogos Asiáticos de 2014 | 20 de setembro a 2 de outubro de 2014 | Incheon | 5     | Coreia do Sul · China · Índia · Japão · Malásia      |
| Qualificatórias para os Jogos Asiáticos de 2018             | 12 a 20 de janeiro de 2018            | Muscat  | 4     | Tailândia · Hong Kong · Taipé Chinês · Cazaquistão · |
| Total                                                       | Total                                 | Total   | 10    |                                                      |

### Fase preliminar
Grupo A
| Equipe       | Pts | J | V | E | D | GP | GC | SG  |
| ------------ | --- | - | - | - | - | -- | -- | --- |
| Japão        | 12  | 4 | 4 | 0 | 0 | 24 | 3  | +21 |
| China        | 7   | 4 | 2 | 1 | 1 | 28 | 6  | +22 |
| Malásia      | 7   | 4 | 2 | 1 | 1 | 22 | 5  | +17 |
| Taipé Chinês | 3   | 4 | 1 | 0 | 3 | 3  | 33 | –30 |
| Hong Kong    | 0   | 4 | 0 | 0 | 4 | 2  | 32 | –30 |

Grupo B
| Equipe        | Pts | J | V | E | D | GP | GC | SG  |
| ------------- | --- | - | - | - | - | -- | -- | --- |
| Índia         | 12  | 4 | 4 | 0 | 0 | 38 | 1  | +37 |
| Coreia do Sul | 9   | 4 | 3 | 0 | 1 | 17 | 4  | +13 |
| Tailândia     | 3   | 4 | 1 | 0 | 3 | 3  | 11 | -8  |
| Indonésia     | 3   | 4 | 1 | 0 | 3 | 2  | 16 | –14 |
| Cazaquistão   | 3   | 4 | 1 | 0 | 3 | 4  | 32 | –28 |

### Fase final
|  | Semifinais           | Semifinais           |       |                       | Final                 | Final |  |
|  |                      |                      |       |                       |                       |       |  |
|  | 30 de agosto – 17:30 |                      |       |                       |                       |       |  |
|  | Índia                | 2 (6)                |       |                       |                       |       |  |
|  | Malásia              | 2 (7)                |       |                       |                       |       |  |
|  |                      |                      |       |                       |                       |       |  |
|  |                      |                      |       |                       | 1 de setembro – 20:00 |       |  |
|  |                      |                      |       |                       | Malásia               | 6 (1) |  |
|  |                      | Japão                | 6 (3) |                       |                       |       |  |
|  |                      |                      |       |                       |                       |       |  |
|  |                      |                      |       |                       |                       |       |  |
|  |                      |                      |       |                       | 3º lugar              |       |  |
|  | 30 de agosto – 20:00 | 30 de agosto – 20:00 |       | 1 de setembro – 17:30 | 1 de setembro – 17:30 |       |  |
|  | Paquistão            | 0                    |       | Índia                 | 2                     |       |  |
|  | Japão                | 1                    |       |                       | Paquistão             | 1     |  |

### Classificação final
| Posição | Equipe        |
| ------- | ------------- |
| 1       | Japão         |
| 2       | Índia         |
| 3       | China         |
| 4       | Coreia do Sul |
| 5       | Malásia       |
| 6       | Tailândia     |
| 7       | Indonésia     |
| 8       | Taipé Chinês  |
| 9       | Hong Kong     |
| 10      | Cazaquistão   |

## Jogos Pan-Americanos de 2019

### Primeira fase
Todas as partidas seguem o fuso horário local (UTC-5).
Grupo A
| Equipe    | Pts | J | V | E | D | GP | GC | SG  |
| --------- | --- | - | - | - | - | -- | -- | --- |
| Argentina | 9   | 3 | 3 | 0 | 0 | 18 | 1  | +17 |
| Canadá    | 6   | 3 | 2 | 0 | 1 | 15 | 3  | +12 |
| Uruguai   | 3   | 3 | 1 | 0 | 2 | 8  | 8  | 0   |
| Cuba      | 0   | 3 | 0 | 0 | 3 | 2  | 31 | –29 |

Grupo B
| Equipe         | Pts | J | V | E | D | GP | GC | SG  |
| -------------- | --- | - | - | - | - | -- | -- | --- |
| Estados Unidos | 9   | 3 | 3 | 0 | 0 | 17 | 2  | +15 |
| Chile          | 6   | 3 | 2 | 0 | 1 | 17 | 4  | +13 |
| México         | 3   | 3 | 1 | 0 | 2 | 4  | 7  | –3  |
| Peru           | 0   | 3 | 0 | 0 | 3 | 0  | 25 | –25 |

### Fase final
|  | Quartas-de-final    | Quartas-de-final    |                     |                | Semifinais | Semifinais |  |  | Final               | Final |
|  |                     |                     |                     |                |            |            |  |  |                     |       |
|  | 5 de agosto – 9:30  |                     |                     |                |            |            |  |  |                     |       |
|  |                     |                     |                     |                |            |            |  |  |                     |       |
|  | Argentina           | 21                  |                     |                |            |            |  |  |                     |       |
|  | Argentina           | 21                  | 8 de agosto – 15:00 |                |            |            |  |  |                     |       |
|  | Peru                | 0                   |                     |                |            |            |  |  |                     |       |
|  | Peru                | 0                   | Argentina           | 3              |            |            |  |  |                     |       |
|  | 5 de agosto – 11:45 |                     | Argentina           | 3              |            |            |  |  |                     |       |
|  |                     | Chile               | 1                   |                |            |            |  |  |                     |       |
|  | Canadá              | Chile               | 1                   | 9              |            |            |  |  |                     |       |
|  | Canadá              |                     | 9 de agosto – 17:15 | 9              |            |            |  |  |                     |       |
|  | México              | 0                   |                     |                |            |            |  |  |                     |       |
|  | México              | 0                   | Argentina           | 5              |            |            |  |  |                     |       |
|  | 5 de agosto – 15:00 |                     | Argentina           | 5              |            |            |  |  |                     |       |
|  |                     | Canadá              | 1                   |                |            |            |  |  |                     |       |
|  | Uruguai             | Canadá              | 1                   | 0              |            |            |  |  |                     |       |
|  | Uruguai             | 8 de agosto – 17:15 |                     | 0              |            |            |  |  |                     |       |
|  | Chile               | 5                   |                     |                |            |            |  |  |                     |       |
|  | Chile               | 5                   | Canadá              | 2              | 3º lugar   | 3º lugar   |  |  |                     |       |
|  | 5 de agosto – 17:15 |                     | Canadá              | 2              | 3º lugar   | 3º lugar   |  |  |                     |       |
|  |                     | Estados Unidos      | 0                   |                |            |            |  |  |                     |       |
|  | Cuba                | Estados Unidos      | 0                   | 0              | Chile      | 1          |  |  |                     |       |
|  | Cuba                |                     |                     | 0              | Chile      | 1          |  |  |                     |       |
|  | Estados Unidos      | 9                   |                     | Estados Unidos | 5          |            |  |  |                     |       |
|  | Estados Unidos      | 9                   |                     |                | 5          |            |  |  |                     |       |
|  |                     |                     |                     |                |            |            |  |  | 9 de agosto – 15:00 |       |
|  |                     |                     |                     |                |            |            |  |  |                     |       |

### Classificação final
| Posição | Equipe         |
| ------- | -------------- |
| 1       | Argentina      |
| 2       | Canadá         |
| 3       | Estados Unidos |
| 4       | Chile          |
| 5       | Uruguai        |
| 6       | México         |
| 7       | Peru           |
| 8       | Cuba           |

## Qualificatório Olímpico Africano de 2019

### Grupo
| Equipe        | Pts | J | V | E | D | GP | GC | SG  |
| ------------- | --- | - | - | - | - | -- | -- | --- |
| África do Sul | 12  | 4 | 4 | 0 | 0 | 16 | 0  | +16 |
| Gana          | 7   | 4 | 2 | 1 | 1 | 7  | 8  | -1  |
| Zimbábue      | 6   | 4 | 2 | 0 | 2 | 6  | 7  | –1  |
| Quênia        | 4   | 4 | 1 | 1 | 2 | 2  | 6  | –1  |
| Namíbia       | 0   | 4 | 0 | 0 | 4 | 2  | 12 | –10 |

## EuroHockey Feminino de 2019

### Equipes qualificadas
As equipes seguintes, mostradas em seu ranking pré-torneio, participaram do EuroHockey de 2019.
| Datas                     | Evento                | Local                     | Vagas | Qualificado(s)                                                                |
| ------------------------- | --------------------- | ------------------------- | ----- | ----------------------------------------------------------------------------- |
| 15 de junho de 2016       | País-sede             | País-sede                 | 1     | Bélgica (9)                                                                   |
| 18 a 26 de agosto de 2017 | EuroHockey de 2017    | Amstelveen, Países Baixos | 5     | Países Baixos (1) · Inglaterra (4) · Alemanha (5) · Espanha (7) · Irlanda (8) |
| 6 a 12 de agosto de 2017  | EuroHockey II de 2017 | Cardiff, País de Gales    | 2     | Bielorrússia (22) · Rússia (23)                                               |
| Total                     | Total                 | Total                     | 8     |                                                                               |

### Fase preliminar
Grupo A
| Equipe        | Pts | J | V | E | D | GP | GC | SG  |
| ------------- | --- | - | - | - | - | -- | -- | --- |
| Espanha       | 7   | 3 | 2 | 1 | 0 | 3  | 1  | +2  |
| Países Baixos | 5   | 3 | 1 | 2 | 0 | 16 | 2  | +14 |
| Bélgica       | 4   | 3 | 1 | 1 | 1 | 5  | 3  | +2  |
| Rússia        | 0   | 3 | 0 | 0 | 3 | 1  | 19 | –18 |

Grupo B
| Equipe       | Pts | J | V | E | D | GP | GC | SG  |
| ------------ | --- | - | - | - | - | -- | -- | --- |
| Inglaterra   | 7   | 3 | 2 | 1 | 0 | 7  | 5  | +2  |
| Alemanha     | 5   | 3 | 1 | 2 | 0 | 15 | 2  | +13 |
| Irlanda      | 4   | 3 | 1 | 1 | 1 | 13 | 3  | +10 |
| Bielorrússia | 0   | 3 | 0 | 0 | 3 | 3  | 28 | –25 |

### Fase final
|  | Semifinais           | Semifinais           |   |                      | Final                | Final |  |
|  |                      |                      |   |                      |                      |       |  |
|  | 23 de agosto – 18:00 |                      |   |                      |                      |       |  |
|  | Inglaterra           | 0                    |   |                      |                      |       |  |
|  | Países Baixos        | 8                    |   |                      |                      |       |  |
|  |                      |                      |   |                      |                      |       |  |
|  |                      |                      |   |                      | 25 de agosto – 16:00 |       |  |
|  |                      |                      |   |                      | Alemanha             | 0     |  |
|  |                      | Países Baixos        | 2 |                      |                      |       |  |
|  |                      |                      |   |                      |                      |       |  |
|  |                      |                      |   |                      |                      |       |  |
|  |                      |                      |   |                      | 3º lugar             |       |  |
|  | 23 de agosto – 20:30 | 23 de agosto – 20:30 |   | 25 de agosto – 13:30 | 25 de agosto – 13:30 |       |  |
|  | Espanha              | 2                    |   | Espanha              | 1 (3)                |       |  |
|  | Alemanha             | 3                    |   |                      | Inglaterra           | 1 (2) |  |

### Classificação final
| Posição | Equipe        |
| ------- | ------------- |
| 1       | Países Baixos |
| 2       | Alemanha      |
| 3       | Espanha       |
| 4       | Inglaterra    |
| 5       | Irlanda       |
| 6       | Bélgica       |
| 7       | Rússia        |
| 8       | Bielorrússia  |

## Copa da Oceania de 2019

### Grupo
| Equipe        | Pts | J | V | E | D | GP | GC | SG |
| ------------- | --- | - | - | - | - | -- | -- | -- |
| Nova Zelândia | 4   | 3 | 1 | 1 | 1 | 6  | 5  | +1 |
| Austrália     | 4   | 3 | 1 | 1 | 1 | 5  | 6  | -1 |

## Eventos de Qualificação Olímpica
Originalmente, doze seleções participariam dos eventos de qualificação olímpica. Essas equipes deveriam ser sorteadas em seis confrontos; cada confronto seria uma série de duas partidas com placar agregado. O vencedor de cada série ganharia a vaga olímpica. Como o Japão venceu os Jogos Asiáticos de 2018 (portanto qualificando duas vezes, como país-sede e campeão asiático), haverá 14 times, sete dos quais estarão qualificados.

### Qualificação
As seleções participantes foram confirmadas pela International Hockey Federation em 29 de agosto de 2019.
| Datas                               | Evento                            | Local                            | Vagas | Qualificado(s)                                                                            |
| ----------------------------------- | --------------------------------- | -------------------------------- | ----- | ----------------------------------------------------------------------------------------- |
| 26 de janeiro a 25 de junho de 2019 | Liga Profissional de 2019 da FIH  | Liga Profissional de 2019 da FIH | 2     | Argentina · Austrália · Alemanha · Países Baixos                                          |
| 8 a 16 de junho de de 2019          | Finais da Série da FIH de 2018-19 | Banbridge, Irlanda do Norte      | 2     | Irlanda · Coreia do Sul                                                                   |
| 15 a 23 de junho de 2019            | Finais da Série da FIH de 2018-19 | Hiroshima, Japão                 | 1     | Índia · Japão                                                                             |
| 19 a 27 de junho de 2019            | Finais da Série da FIH de 2018-19 | Valencia, Espanha                | 2     | Canadá · Espanha                                                                          |
| 8 de setembro de 2019               | Ranking mundial da FIH            | Ranking mundial da FIH           | 7     | Bélgica · Chile · China · Grã-Bretanha · Itália · Nova Zelândia · Rússia · Estados Unidos |
| Total                               | Total                             | Total                            | 14    |                                                                                           |

### Partidas
| Equipe 1     | Total         | Equipe 2       | Ida | Volta |
| ------------ | ------------- | -------------- | --- | ----- |
| Austrália    | 9-2           | Rússia         | 4-2 | 5-0   |
| China        | 2–2 (2-1 PSO) | Bélgica        | 0-2 | 2-0   |
| Espanha      | 4-1           | Coreia do Sul  | 2-1 | 2-0   |
| Índia        | 6–5           | Estados Unidos | 5–1 | 1–4   |
| Alemanha     | 9-0           | Itália         | 2-0 | 7-0   |
| Grã-Bretanha | 5-1           | Chile          | 3-0 | 2-1   |
| Irlanda      | 0–0 (4-3 PSO) | Canadá         | 0-0 | 0-0   |